# Крайна (Чачинці)
Крайна (хорв. Krajna) — населений пункт у Хорватії, у Вировитицько-Подравській жупанії у складі громади Чачинці.

## Населення
Населення за даними перепису 2011 року становило 15 осіб.
Динаміка чисельності населення поселення:

## Клімат
Середня річна температура становить 10,85 °C, середня максимальна – 24,92 °C, а середня мінімальна – -5,50 °C. Середня річна кількість опадів – 765 мм.
| Клімат поселення                              | Клімат поселення | Клімат поселення | Клімат поселення | Клімат поселення | Клімат поселення | Клімат поселення | Клімат поселення | Клімат поселення | Клімат поселення | Клімат поселення | Клімат поселення | Клімат поселення | Клімат поселення |
| Показник                                      | Січ.             | Лют.             | Бер.             | Квіт.            | Трав.            | Черв.            | Лип.             | Серп.            | Вер.             | Жовт.            | Лист.            | Груд.            |                  |
| Середній максимум, °C                         | 6,65             | 8,20             | 12,65            | 16,88            | 21,77            | 24,92            | 24,22            | 23,70            | 19,80            | 14,74            | 9,07             | 4,98             |                  |
| Середня температура, °C                       | 0,57             | 2,15             | 6,56             | 10,81            | 15,70            | 18,84            | 20,73            | 20,21            | 16,30            | 11,24            | 5,58             | 1,49             |                  |
| Середній мінімум, °C                          | −5,5             | −3,93            | 0,50             | 4,74             | 9,62             | 12,76            | 17,24            | 16,72            | 12,82            | 7,75             | 2,09             | −2               |                  |
| Норма опадів, мм                              | 47               | 44               | 47               | 60               | 73               | 95               | 69               | 70               | 59               | 66               | 76               | 59               |                  |
| Середньомісячна швидкість вітру, м/с          | 2.17             | 2.43             | 2.70             | 2.60             | 2.33             | 2.14             | 2.09             | 1.90             | 1.94             | 2.00             | 2.15             | 2.22             |                  |
| Середньомісячна сонячна радіація, кДж/м²·день | 4189             | 6921             | 10826            | 15260            | 19260            | 21310            | 22289            | 20143            | 14820            | 9202             | 4756             | 3553             |                  |
| --------------------------------------------- | ---------------- | ---------------- | ---------------- | ---------------- | ---------------- | ---------------- | ---------------- | ---------------- | ---------------- | ---------------- | ---------------- | ---------------- | ---------------- |
| Джерело:                                      |                  |                  |                  |                  |                  |                  |                  |                  |                  |                  |                  |                  |                  |